# Спас Киричев
Спас Киричев е български скулптор.

## Биография
Роден е на 14 май 1959 г. в Пазарджик. През 1988 г. завършва ВИИИ „Н. Павлович“ в гр. София, специалност „Скулптура“ при проф. Борис Гондов. Член на Съюза на българските художници.

## Монументални творби
- Скулптурна композиция „Майчинство“, мрамор, гр. Ботевград
- Декоративна чешма, варовик в гр. Белово
- Пластично пано за Ритуална зала в с. Ново село
- Чешма с фигура на мече, реолит, гр. Пещера
- паметник на Тодор Каблешков, варовик, гр. Белово
- Паметен знак на загиналите служители на МВР, гр. Пазарджик
- Скулптурна композиция „Хигия“, гр. Пазарджик
- Паметник на руските освободители, гр. Белово
- Релеф на Васил Левски
- Релеф на д-р Виделов, гр. Пазарджик
- Бюст–паметник на Димитър Коклев, с. Оборище
- Скулптурен паметник на Кирил и Методий, гр. Пазарджик
- Входна арка на гр. Пазарджик
- Бюст–паметник на Хаджи Найден Йованович, гр. Пазарджик
- Бюст–паметник на Георги Бенковски, гр. Белово
- Бюст–паметник на Мария Сутич, единствената жена в хвърковатата чета на Бенковски, гр. Пазарджик
- Бюст-паметник на пазарджишкия поет Иван Динков – гр. Пазарджик
- Паметник на Паисий Хилендарски в гр. Стрелча
- Паметник на Константин Фотинов, открит на 11 май 2015 в гр. Самоков.
- Паметник на Гюрга Пинджурова, гр. Трън